# Jesse Bruchac
Jesse Bowman Bruchac es un escritor estadounidense de ascendencia abnaki nacido en 1972. Su padre es el también escritor Joseph Bruchac.
Estudió en Saratoga Springs y en el Goddard College en Plainfield, donde ya estaba interesado en crear un silabario para enseñar abnaki. También se interesó por otras lenguas algonquinas orientales, como unkechaug, shinnecock, penobscot, maliseet, passamaquoddy, mohegan, y los dos idiomas del lenape, munsee y unami. Es webmaster de WesternAbenaki.com un portal para el aprendizaje de la lengua online y la primera web en abnaki.
Ha trabajado como compositor para la opereta The Purchase of Manhattan (2015) y traductor para a película de National Geographic Saints & Stranges (2015), que incluía una hora de diálogo traducido en abenaki occidental. Además ha grabado álbumes tocando la flauta y competido en campeonatos de artes marciales.

## Obra
- L8dwaw8gan Wji Abaznodakaw8gan: The Language of Basket Making. Greenfield Center, NY: Bowman, 2010. ISBN 978-0557632107 (con Joseph Alfred Elie Joubert y Jeanne A. Brink)
- Mosbas and the Magic Flute. Greenfield Center, NY: Bowman, 2010. ISBN 978-0878861484  (versión bilingüe inglés-abnaki)
- The Woman and the Kiwakw. N.p.: Lulu.com, 2013. ISBN 978-1300657576 (versión bilingüe abnaki-inglés de un cuento tradicional)
- Nisnol Siboal = Two Rivers: Poems in English and Abenaki.Greenfield Center, NY: Bowman, 2011. ISBN 978-1257430680 (con Jospeh Bruchac)
- The Gospel of Mark Translated into the Abenaki Indian, English and French Languages., N.p.: Lulu.com, 2011. ISBN 978-1105197055 (con Pial Wzôkhilain)